# Peter Hugh McGregor Ellis

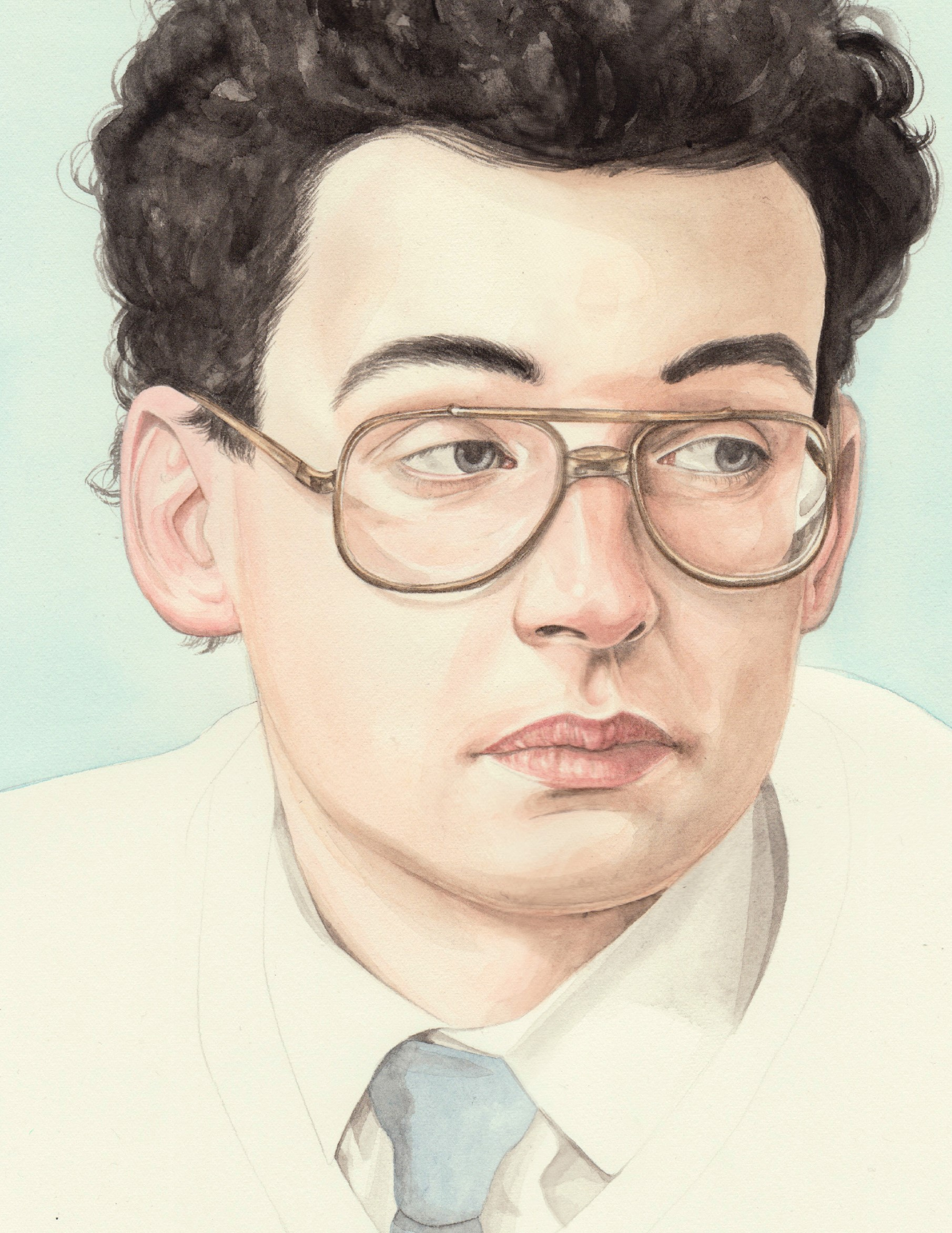
Peter Ellis auf der Titelseite des North & South Magazins von November 2015.

Peter Hugh McGregor Ellis (* 30. März 1958; † 4. September 2019, Christchurch) war ein neuseeländischer Kinderpfleger, der zu Unrecht wegen sexuellen Missbrauchs von Kindern verurteilt wurde. Er stand im Mittelpunkt einer der längsten juristischen Auseinandersetzungen des Landes, nachdem er im Juni 1993 vom Obersten Gerichtshof in 16 Fällen von Sexualdelikten an Kindern, die er in der Christchurch Civic Creche betreute, für schuldig befunden und zu zehn Jahren Haft verurteilt worden war. Er beteuerte bis zu seinem Tod 26 Jahre später seine Unschuld und wurde von vielen Neuseeländern bei seinen Versuchen unterstützt, seine Verurteilung aufzuheben, während andere von seiner Schuld überzeugt waren und sind. Die Bedenken hinsichtlich der Zuverlässigkeit der Verurteilungen konzentrierten sich auf die weit hergeholten Geschichten, die viele der Kinder erzählten (sie behaupteten, sie seien rituell satanisch missbraucht worden), und auf die Befragungstechniken, die angewandt wurden, um ihre Zeugenaussagen zu erhalten.
Im Jahr 1994 brachte Ellis seinen Fall vor das Berufungsgericht, das die Verurteilung in drei Anklagepunkten aufhob, die Strafe jedoch aufrechterhielt. Bei seinem zweiten Verfahren vor dem Berufungsgericht im Oktober 1999 wurden die Verurteilung und die Haftstrafe bestätigt. Im März 2000 wurde der ehemalige Oberste Richter Sir Thomas Eichelbaum mit der Durchführung einer ministeriellen Untersuchung zur Überprüfung der Aussagen der Kinder beauftragt. In seinem Bericht bestätigte er die Schuldsprüche. Im selben Monat lehnte Generalgouverneur Sir Michael Hardie Boys Ellis drittes Gnadengesuch auf Anraten von Justizminister Phil Goff ab, der sich mit Eichelbaums Feststellung zufriedengab, dass Ellis nicht bewiesen hatte, dass seine Verurteilungen anzweifelbar waren. Ellis weigerte sich, während seiner Haftzeit an den Anhörungen des Bewährungsausschusses teilzunehmen, weil er die Straftaten hätte gestehen müssen, um eine vorzeitige Entlassung zu erreichen.
Ellis wurde schließlich im Februar 2000 nach sieben Jahren Haft entlassen. Nach seiner Entlassung setzte er seine Kampagne fort, um seinen Namen reinzuwaschen. Im Jahr 2019, neunzehn Jahre nach seiner Entlassung, legte er beim Obersten Gerichtshof Berufung ein, um seine Verurteilung aufheben zu lassen. Obwohl er an Krebs starb, bevor verhandelt werden konnte, ließ der Oberste Gerichtshof die Berufung im Interesse der Gerechtigkeit zu und fällte im Oktober 2022 ein Urteil. Der Oberste Gerichtshof hob Ellis Verurteilung auf, weil er feststellte, dass es Probleme mit den Aussagen der Hauptbelastungszeugin, einer Psychiaterin, gab und die Geschworenen nicht angemessen über das Risiko einer Kontamination der Aussagen der Kinder informiert worden waren. Dies war das erste Mal, dass in Neuseeland eine Verurteilung posthum aufgehoben wurde.
Der Fall Ellis war einer von mehreren ähnlich gelagerten Fällen von Kindesmissbrauchsvorwürfen in der ganzen Welt in den 1980er und frühen 1990er Jahren im Rahmen der Satanismuspanik und wurde als eine der Ursache für den Rückgang der Zahl der männlichen Lehrer an neuseeländischen Schulen vermutet. Über den Fall wurden zwei Bücher und zahlreiche Artikel geschrieben.

## Leben
Ellis war das älteste von vier Kindern. Seine Eltern waren Lehrer und trennten sich, als er neun Jahre alt war. Er verließ die Schule 1975, um als Tabakpflücker in Motueka zu arbeiten. Nach zwei Jahren in Übersee kehrte er nach Neuseeland zurück. In den 1980er Jahren hatte er einen Teilzeitjob in einer Bäckerei, aus dem schließlich ein Vollzeitjob wurde. Als er diesen Job aufgab und Arbeitslosengeld beantragte, entdeckten die Behörden, dass er Arbeitslosenunterstützung erhalten hatte, auf die er keinen Anspruch hatte. Er wurde 1986 wegen „Irreführung eines Sozialbeamten“ angeklagt und zu 80 Stunden gemeinnütziger Arbeit verurteilt.
Ellis leistete diese in der Christchurch Civic Creche Kita ab. Seine Vorgesetzte, Dora Reinfeld, berichtete später, dass „Peter ... einige lustige Puppenspiele aufführte – von denen wir eines abbrechen mussten, weil Personal und Kinder außer Kontrolle gerieten'“. Ellis wurde zum Aushilfsarbeiter, und in Reinfelds nächstem Monatsbericht hieß es: „Peter Ellis hat sich sehr gut eingearbeitet und bringt viel Energie in die Programmplanung ein. Fantastischer Teamgeist.“ In Ellis Bericht vor der Verurteilung hieß es: „Das Gesamtbild, das wir von Peter Ellis gewonnen haben, ist das eines aufgeschlossenen, ungehemmten, unkonventionellen Menschen, der viel Enthusiasmus und Energie in seine Arbeit und seine sozialen Aktivitäten steckt, manchmal bis zu dem Punkt, dass er gewagt und unverschämt ist.“
Vor seiner Inhaftierung hatte Ellis sexuelle Beziehungen, die zwischen zwei und fünf Jahren dauerten, sowohl mit Männern als auch mit Frauen. Gegenüber Lynley Hood sagte er: „In einer Beziehung mit einer Frau war ich, in Ermangelung eines besseren Wortes, bisexuell, und mit einem Mann war ich monogam.“ Hood beschrieb Ellis als „offenkundig homosexuell“, was auf seine helle Kleidung, sein langes Haar, sein Make-up und sein Auftreten zurückzuführen war. Nach seiner Entlassung lebte er ein isoliertes Leben und ließ sich in der kleinen Gemeinde Leithfield Beach im Norden Canterburys nieder.
Im Juli 2019 wurde bei Ellis Krebs im Endstadium diagnostiziert. Er starb am 4. September 2019 im Alter von 61 Jahren, während die Berufung gegen seine Verurteilung lief.

## Untersuchungen
Die Tür zur Toilettenhalle des Krippengebäudes wurde seit 1991 nicht mehr verändert. Sie verfügt über ein großes Glasfenster und wurde während des täglichen Betriebs der Kinderkrippe offen gelassen. Die Räumlichkeiten wurden bis Februar 2011 als Kindertagesstätte genutzt.

### Erste Anschuldigungen und polizeiliche Untersuchung
Ellis liebte Tiere und hielt sich Kaninchen, Katzen und Hunde als Haustiere. Ende September 1991 kaufte die Mutter eines vierjährigen Jungen in der Kinderkrippe, eine Sozialarbeiterin, die selbst Erinnerungen an sexuellen Missbrauch wiedererlangt hatte, einen schwarzen Welpen von ihm. Ellis zeigte ihrem Sohn, wie er das Geschlecht des Welpen bestimmen konnte.
Einige Monate später, im November 1991, behauptete die Mutter, ihr Sohn habe gesagt, dass er „den schwarzen Penis von Peter nicht mag“. Die Mutter, die ein Handbuch über sexuellen Missbrauch geschrieben hatte, kam zu dem Schluss, dass ihr Sohn sexuell missbraucht worden war. Sie erstattete im November 1991 offiziell Anzeige bei der Kinderkrippe. Nach einer kurzen Untersuchung kam die Polizei zu dem Schluss, dass kein Anfangsverdacht gegeben war, aber Ellis war bereits vom Dienst suspendiert worden. Daraufhin nahm die Mutter ihren Sohn aus der Kinderkrippe und meldete ihn in einer anderen Kindertagesstätte in Christchurch an. Kurz darauf behauptete sie, ein männlicher Mitarbeiter dieser zweiten Krippe habe ihren Sohn ebenfalls missbraucht. Die Polizei untersuchte die Vorwürfe und fand auch hier keine Beweise für die Anschuldigungen.
Ellis war bei den Kindern und Eltern der Kinderkrippe sehr beliebt. In der Woche nach seiner Suspendierung im November 1991 verbrachten Inspektoren des neuseeländischen Bildungsprüfungsamtes eine Woche in der städtischen Kinderkrippe und beobachteten den täglichen Betrieb. Das Amt stellte anschließend einen positiven Bericht aus, in dem es hieß, dass das Personal „die persönlichen Bedürfnisse mit Wärme, Sorgfalt und Rücksichtnahme erfüllt“ und dass die Kinder „glücklich, wissbegierig und gesellig“ erscheinen und „ein hohes Selbstwertgefühl haben“.

### Zweite polizeiliche Untersuchung
Obwohl die Polizei zu dem Schluss kam, dass kein Missbrauch stattgefunden hatte, begannen einige Eltern, ihre Kinder über die Vorgänge in der Krippe zu befragen und erzählten diese Geschichten dann anderen Eltern. Das Sozialamt wurde eingeschaltet, um mit vielen dieser Kinder offizielle Gespräche zu führen. Die Sozialpsychologin Sue Sidey stellte zunächst fest, dass es sechs Kinder gab, bei denen sie Grund zur Besorgnis hatte, obwohl die Kinder nichts von unsittlichen Berührungen durch einen Krippenmitarbeiter erzählten. Weitere Eltern machten sich Sorgen, dass etwas passiert sein musste. Als die Befragungen durch das Sozialamt fortgesetzt wurden, tauchten Behauptungen über bizarre Fälle von sexuellem Missbrauch auf. In der Kinderkrippe fand eine Sitzung statt, an der Mitarbeiter, eine Gruppe besorgter Eltern und Vertreter des Sozialamts teilnahmen. Daraufhin nahm die Polizei ihre Ermittlungen wieder auf.
Insgesamt wurden mindestens 127 Kinder befragt. Einige Ermittler glaubten, dass bis zu 80 missbraucht worden waren. Ellis wurde unter anderem beschuldigt, „Kinder zu sodomisieren, sie zu zwingen, seine Fäkalien zu essen, auf sie zu urinieren, sie in Käfigen aufzuhängen und sie auf schreckliche Reisen des Missbrauchs durch Tunnel, Decken und Falltüren mitzunehmen“. Andere Vorwürfe bezogen sich auf Kinder, die in einen dampfend heißen Ofen gezwungen oder in Särgen begraben wurden; ein Junge behauptete, ihm sei mit einer Zange der Bauchnabel entfernt worden. Zu den Vorwürfen, die später im Laufe der Befragung auftauchten, gehörten „als Cowboys verkleidete asiatische Männer, Freimaurerlogen, Friedhöfe, das Park Royal Hotel und Privathäuser, die weit von der Kinderkrippe entfernt waren“, und „der berüchtigte 'Zirkelvorfall', bei dem Ellis und seine Mitarbeiter angeblich eine Gruppe von Kindern in die Hereford Street 404 am anderen Ende der Stadt brachten und sie zwangen, sich nackt hinzustellen und sich gegenseitig zu treten, während die Erwachsenen um sie herum tanzten ... Ein Elternteil behauptet, ein Junge namens Andrew sei geopfert worden.“ Keines der Kinder wurde von den Beteiligten als vermisst gemeldet. Die Anschuldigungen ähnelten denen, die in anderen Fällen von satanischem rituellem Missbrauch erhoben wurden.

### Verhaftungen

#### Verhaftung von Ellis
Die Polizei verhaftete Ellis am 30. März 1992 und klagte ihn im ersten von schließlich insgesamt 45 Anklagepunkten wegen sexuellen Missbrauchs von 20 verschiedenen Kindern in der Kinderkrippe an. Als der Fall vor Gericht kam, hatte die Krone die Zahl der Anklagepunkte auf 28 reduziert, die 13 Kläger betrafen. Einige Anklagen wurden fallen gelassen, weil der Staatsanwalt Brent Stanaway die bizarreren Behauptungen einiger Kinder nicht vor die konservativen Geschworenen in Christchurch bringen wollte.

#### Verhaftung der Kolleginnen und Schließung der Kita
Zusätzlich zu den Befragungen durch Sue Sidey, verlangte der Eigentümer der Kita, das Christchurch City Council, dass die Psychologin und Sexualtherapeutin Rosemary Smart überprüfen sollte, wie die Kita geführt wurde. Obwohl Smarts Bericht im Juli 1992, fast 12 Monate vor Ellis Prozess, fertiggestellt wurde und obwohl sie gelegentlich das Wort „angeblich“ verwendet, erweckte er den Anschein, sie sei davon ausgegangen, dass er schuldig war; sagte die Journalistin Cate Brett, „der Bericht liest sich, als ob der Missbrauch stattgefunden hätte und Ellis verurteilt worden wäre“. Smart vermutete, dass weibliche Angestellte in den Missbrauch in der städtischen Kinderkrippe verwickelt gewesen sein könnten. Sie zitierte Untersuchungen des Professors für Soziologen David Finkelhor von der Universität von New Hampshire, dessen Buch aus dem Jahr 1987, Nursery Crimes (Kitaverbrechen). Auf dieses beziehen sich US-Amerikaner, die an rituellen Kindesmissbrauch in Kitas glauben.
Nachdem Smarts Bericht im Juli 1992 fertiggestellt worden war, wurde eine Kopie an die Polizei übergeben. Die Ermittler sagten, ihr Bericht sei ausschlaggebend für ihre Entscheidung gewesen, gegen vier von Ellis Kolleginnen in der Kinderkrippe zu ermitteln. Ihre Häuser wurden nach allem Möglichen durchsucht. Es wurde nichts gefunden. Im September 1992 entzog das Bildungsministerium der Kinderkrippe die Lizenz und sie wurde geschlossen.
Die vier weiblichen Angestellten wurden am 1. Oktober 1992 unter großem Medieninteresse verhaftet. Bei den Anhörungen wurden sie mit 15 Anklagen konfrontiert, darunter sexuelle Nötigung, unsittliche Nötigung und eine Anklage wegen einer unsittlichen Handlung (Sex mit Ellis) an einem öffentlichen Ort. Richter Williamson entließ sie aus der Haft, mit der Begründung, dass die Beweise gegen sie „unzureichend“ seien und die Aufmerksamkeit der Öffentlichkeit ihre Chancen auf einen fairen Prozess durch ihre Verbindung mit Ellis beeinträchtigen würde. Obwohl die Anklagen fallen gelassen wurden, waren ihre Karrieren ruiniert. Im März 1995 wurde den vier weiblichen Angestellten und sechs weiteren ehemaligen Mitarbeitern, die ebenfalls ihren Arbeitsplatz verloren hatten, vom Arbeitsgericht eine Million Dollar wegen ungerechtfertigter Entlassung zugesprochen. Im September 1996 reduzierte das Berufungsgericht die Zahlung auf etwa 80.000 Dollar, was für einige Mitarbeiter nicht ausreichte, um ihre Anwaltskosten zu bezahlen.

## Verfahren
Die Anwälte Rob Harrison und Siobhan McNulty vertraten Ellis; Brent Stanaway und Chris Lange erschienen für die Krone. Die Straftaten sollen zu nicht näher bezeichneten Zeiten und an nicht näher bezeichneten Daten zwischen dem 1. Mai 1986 (vier Monate bevor Ellis seine Arbeit in der Krippe aufnahm) und dem 1. Oktober 1992 (11 Monate nachdem er die Krippe verlassen hatte und einen Monat nachdem die Krippe geschlossen wurde) begangen worden sein. Verteidiger Rob Harrison wollte, dass die Geschworenen die auf Video aufgezeichneten Aussagen der Kinder sehen, die die bizarren Behauptungen enthielten, da „er glaubte, dass sie begründete Zweifel an der Glaubwürdigkeit Aussagen wecken könnten“. Richter Williamson entschied jedoch, dass diese Bänder nicht relevant seien. In „A City Possessed“ bemerkte Lynley Hood: „[Richter] Williamsons Entscheidungen vor und während des Prozesses bedeuteten, dass Ellis' Anwalt Rob Harrison effektiv schachmatt gesetzt war – die Geschworenen bekamen die bizarrsten Behauptungen der Kinder nicht zu hören, erfuhren aber von den höchst nachteiligen, aber irrelevanten Gesprächen, die Ellis über ungewöhnliche sexuelle Praktiken zwischen einwilligenden Erwachsenen führte.“
Die Psychiaterin Karen Zelas war die Sachverständige der Staatsanwaltschaft. Sie beaufsichtigte auch die Sozialarbeiter, die die Befragungen der Kinder durchführten, und beriet die Polizei bei der Durchführung ihrer Ermittlungen. Sie sagte aus, dass die Klägerinnen glaubwürdig seien und ihr Verhalten mit sexuellem Missbrauch in Einklang stehe. Im August 1992 schrieb sie jedoch an die Polizei, dass zwei der Beschwerdeführer von ihren Eltern „in hohem Maße leitend befragt“ worden seien. Ihr Schreiben wurde Ellis Verteidigung nicht offengelegt, und Zelas erwähnte bei der Verhandlung keine Bedenken hinsichtlich der Glaubwürdigkeit der beiden Kinder.
Der Psychiater und Verteidigungsexperte Keith Le Page sagte, dass keines der von Zelas beschriebenen Verhaltensweisen spezifisch für sexuellen Missbrauch sei. Le Page sagte, dass seiner Erfahrung nach Kinder und Erwachsene, die missbraucht wurden, in der Regel verzweifelt erscheinen, wenn sie von ihren Missbrauchserfahrungen berichteten. Die Beschwerdeführer zeigten wenig oder gar keine Verzweiflung, als sie die Missbrauchshandlungen während ihrer Befragung und später bei ihrer Aussage vor Gericht beschrieben. Le Page sagte auch aus, dass sich Kinder nicht an Ereignisse erinnern konnten, die sie in sehr jungem Alter erlebt hatten, wenn zwischen dem Ereignis und dem Versuch, sich daran zu erinnern, eine lange Zeitspanne lag. Kinder könnten sich nicht an Ereignisse erinnern, auch nicht an traumatische Ereignisse, die sich im Alter von zwei oder drei Jahren ereignet hätten, wenn es eine lange Verzögerung gebe, behauptete er. Der angebliche Missbrauch in der Kinderkrippe habe sich in diesem Alter ereignet.

### Verurteilung
Im Juni 1993 wurde Ellis wegen 16 Sexualdelikten an sieben Kindern verurteilt. Die Anklagepunkte, deren er für schuldig befunden wurde, lauteten, dass er auf zwei Kinder uriniert hatte, eines dazu gebracht hatte, ihn zu masturbieren, seinen Penis in den Mund von drei von ihnen gesteckt hatte, drei Kinder unsittlich berührt hatte und seinen Penis oder den Penis eines unbekannten Partners in die Vagina oder den Anus von drei Kindern gesteckt hatte. Im folgenden Jahr wurde er in drei Anklagepunkten freigesprochen, die die älteste Beschwerdeführerin betrafen, die ihre Anschuldigungen zurückzog und sagte, ihre ursprüngliche Aussage beruhe darauf, dass ihre Mutter ihr gesagt habe, das auszusagen.

### Behandlung durch Mitgefangene und Gefängnispersonal
Strafvollzugsbeamte, die den Prozess mit Ellis miterlebt hatten, hielten ihn für nicht schuldig und ließen dies im Paparua-Gefängnis auch wissen. Infolgedessen wurde Ellis im Gefängnis weder vom Personal noch von Insassen misshandelt. Ellis weigerte sich, während seiner Haft an den Anhörungen des Bewährungsausschusses teilzunehmen, weil er die Verbrechen hätte gestehen müssen, um auf vorzeitige Entlassung zu plädieren.

## Bedenken bezüglich der Zuverlässigkeit der Beweismittel

### Moralische Panik
In den Jahren vor dem ersten Missbrauchsvorwurf gegen Ellis gab es in Christchurch eine Reihe von aufsehenerregenden Fällen von Kindesmissbrauch, bei denen es um „höchst verdächtige Befragungen von Kindern“, „falsche Massendiagnosen von Kindern“ und andere „höchst fragwürdige Behauptungen“ ging. Der Fall wurde auch mit der Hysterie über sexuellen Missbrauch in Kindertagesstätten in Verbindung gebracht, einer moralischen Panik über angeblichen sexuellen Missbrauch und satanische Rituale, die 1982 in Kalifornien ihren Ursprung hatte und die gesamten 1980er Jahre hindurch andauerte. Er wurde auch als eine der Hauptursachen für den Rückgang der Zahl der männlichen Lehrer an neuseeländischen Schulen genannt.
Ab September 1991 (zwei Monate vor der ersten Anschuldigung gegen Ellis) wurde in der lokalen Presse oder in den nationalen Medien ständig über sexuellen Missbrauch und rituellen Missbrauch von Kindern berichtet". Am 4. September 1991 erklärte Anne-Marie Stapp, eine Beraterin für sexuellen Missbrauch in Wellington, gegenüber der Tageszeitung The Press in Christchurch, dass "Neuseeland sich schnell dem Bekanntheitsgrad des rituellen Missbrauchs in den Vereinigten Staaten nähert". Das North and South Magazine berichtete, dass es in der Stadt allgemein bekannt war, dass "verschiedene Polizeibeamte in Christchurch auf der Jagd nach einem fast schon mythischen pornografisch-pädophilen Ring waren, in den angeblich Richter, Freimaurer und prominente Geschäftsleute verwickelt waren, der jedoch nie gefunden wurde." Am 3. November 1991 zitierte die Sunday News die Polizei mit der Aussage, dass "Satanismus in Neuseeland weit verbreitet sei und mit Kinderpornographie in Verbindung stehe."
Siebzehn Tage später rief eine Mutter aus Christchurch Gaye Davidson, die Leiterin der städtischen Kinderkrippe, an, um die erste Beschwerde über Peter Ellis einzureichen. Bei seiner für Juli 2019 angekündigten Berufung vor dem Obersten Gerichtshof sagte Ellis' ehemaliger Anwalt, Nigel Hampton QC, er wolle, dass der Oberste Gerichtshof die moralische Panik der 90er Jahre bei seiner Entscheidungsfindung berücksichtige.

### Das Vorgehen bei den Befragungen
Mindestens 118 Kinder wurden im Rahmen der zweiten Untersuchung zu den Vorwürfen des sexuellen Missbrauchs befragt. Die Sozialpsychologin Sue Sidey führte die meisten der in der Verhandlung verwendeten Befragungen von Kindern durch, obwohl sie keine formale Qualifikation in Kinderpsychologie hatte. Im Dezember 1991 führte Sidey eine Reihe von Befragungen von Kindern durch, die jedoch keine Aussagen erbrachten, die auf Missbrauch schließen ließen. Dennoch gab sie in jenem Monat eine Erklärung ab, wonach „Peter Ellis keine geeignete Person für ein Kinderzentrum ist“ – noch bevor offizielle Missbrauchsvorwürfe bekannt wurden.
Als jedoch immer mehr Eltern beunruhigt waren, wurden einige Kinder bis zu sechs Mal befragt und begannen, bizarre Behauptungen aufzustellen. Die Geschichten der Kinder „wurden kaum je in Frage gestellt, egal wie phantasievoll ihre Antworten waren. Wenn die Antworten widersprüchlich oder unzusammenhängend waren, wurden sie in ausführlicherer Form erneut gefragt, bis eine akzeptable Antwort herauskam.“ Es wurden spezifische Fragen gestellt, um Anschuldigungen zu reproduzieren, die die Kinder den bei ihren Eltern erhoben hatten: was im Widerspruch zu den Best-Practice-Leitlinien steht. Die Interviewer erkundigten sich im Allgemeinen nicht bei den Kindern, ob ihre Eltern ihnen etwas über Peter Ellis oder über die Kinderkrippe erzählt hatten, um die Möglichkeit einer elterlichen Kontamination auszuschließen. Eine Mutter gab vor Gericht sogar zu, dass sie ihren Sohn zu neuen Informationen ermutigte, indem sie ihn streichelte, lobte und ihm „sagte, wie mutig er sei, nachdem er immer mehr Details seines Missbrauchs preisgegeben hatte“.
Michael Lamb, eine führende Autorität auf dem Gebiet der Befragung von Opfern von Kindesmissbrauch, wurde gebeten, den Befragungsprozess zu überprüfen, den die Kinder durchliefen. Zusätzlich zu den Problemen, die durch die Mehrfachbefragung verursacht wurden, stellte er fest, dass zwischen den angeblichen Ereignissen und den formellen Befragungen, die bis zu 18 Monate später durchgeführt wurden, erhebliche Verzögerungen auftraten. Lamb schrieb, dass die Kinder in dieser Zeit Gesprächen mit ihren Eltern, Sozialarbeitern und anderen Kindern ausgesetzt waren und „wahrscheinlich kürzlich erworbene Informationen über die fraglichen Ereignisse übernommen haben“.
Stephen J. Ceci, Psychologe an der Cornell University und Experte für die Beeinflussbarkeit von Kindern und deren Aussagen im Gerichtssaal, studierte ebenfalls die Abschriften zahlreicher Zeugenbefragungen der Kinder. Im Juli 1995 stellte er fest, dass die Befragungen „nicht in Übereinstimmung mit den gegenwärtig bekannten Befragungsprinzipien durchgeführt wurden“. Ceci zufolge ist es unmöglich, zwischen zutreffenden und unzutreffenden Anschuldigungen zu unterscheiden, wenn Kinder über einen langen Zeitraum suggestiv und wiederholt befragt werden.

### Ellis Sexualverhalten
Einige Personen, die mit dem Fall zu tun hatten, glaubten, Ellis sei verurteilt worden, weil er homosexuell und der einzige männliche Angestellte in der Kinderkrippe war. In der Verhandlung wurde er als sexuell abartig und pervers dargestellt, was in gewisser Weise zu dem Bild, das man von einem Kinderschänder hat, passte.

### Befassung der Unfallversicherung mit der Angelegenheit
Ein Vater, Malcolm Cox, der drei Kinder in der Kinderkrippe hatte, vermutete, dass einige Eltern motiviert gewesen sein könnten, Ansprüche geltend zu machen, dass ihr Kind sexuell missbraucht worden sei, weil die Unfallversicherung jedem, der behauptet, missbraucht worden zu sein, automatisch 10.000 Dollar zusprach. Er sagte, dass er und seine Frau von einem Sozialarbeiter der Gemeinde mit Antragsformularen aufgesucht wurden und ihnen gesagt wurde, dass „wir uns beeilen müssten, um das Geld zu beantragen, da Pauschalbeträge abgeschafft würden“.
Am Ende zahlte der Unfallversicherer mehr als 500.000 Dollar an etwa 40 Eltern von Civic Creche-Kindern. Im Allgemeinen erhielten die Eltern einen Standardbetrag von 10.000 Dollar, „aber in Fällen, in denen Ellis in Bezug auf ein einziges Kind mehrfach angeklagt war, verlangten einige Eltern dies für jeden angeblichen Missbrauchsfall“ (McLoughlin, 1996). Ein Elternteil eines Kindes forderte angeblich fünf Zahlungen, während andere vier forderten. Dem North and South Magazine zufolge „verlangte der Unfallversicherer keine Verurteilung, bevor er auszahlte. Er zahlte, in einigen Fällen ohne dass wegen der Anschuldigungen überhaupt Anklage erhoben wurde. Die Polizei schrieb sogar Briefe an den Unfallversicherer, um die Entschädigungsforderungen zu unterstützen.“

### Geschworene
In einer Episode der neuseeländischen Fernsehsendung 20/20, die am 16. November 1997 auf TV3 ausgestrahlt wurde, wurde eine Reihe von Unregelmäßigkeiten im Prozess bekannt. In der Sendung wurde behauptet, dass der Vorsitzende der Jury 15 Jahre zuvor Zelebrant bei der Hochzeit des Staatsanwalts Brent Stanaway war. Außerdem wurde behauptet, dass ein weiblicher Geschworener eine sexuelle Beziehung zu einer Mitarbeiterin der Mutter eines der betroffenen Kinder hatte. In der Sendung wurde auch behauptet, dass die meisten Kinder, die Vorwürfe des sexuellen Missbrauchs erhoben hatten, ihre Anschuldigungen zu verschiedenen Zeitpunkten während des Verfahrens zurückzogen, dass aber die Sozialarbeiter, die die Befragungen durchführten, dies als ein Symptom der „Verleugnung“ behandelten.

### Der Kriminalbeamte Colin Eade
In der Sendung 20/20 wurde außerdem behauptet, dass der leitende Ermittler, Colin Eade, psychische Probleme gehabt habe. Eade sagte der Interviewerin Melanie Reid, er sei „ausgebrannt“ gewesen, bevor der Fall begann, und „irreparabel“, als er abgeschlossen war. Er schied 1994 aus dem Polizeidienst aus und litt unter einer posttraumatischen Belastungsstörung. In einem Interview mit Sean Plunkett in der Sendung Morning Report von Radio New Zealand am 20. November 1997 gab Eade zu, dass er nach dem Prozess sexuelle Beziehungen zu zwei der in den Fall verwickelten Mütter hatte und dass er einer anderen Mutter im Laufe der Ermittlungen in betrunkenem Zustand einen Antrag gemacht hatte.
Der neuseeländische Abgeordnete Rana Waitai, ein ehemaliger Polizeikommandant mit 31 Jahren Erfahrung und späterer Anwalt, sagte: „Wenn die Hälfte von dem, was in der Sendung (20/20) zu sehen war, wahr ist, muss Peter Ellis sofort freigelassen und für die Zerstörung, die seinem Leben zugefügt wurde, erheblich entschädigt werden.“

## Berufungen

### Erste Anhörung vor dem Berufungsgericht im Jahr 1994
Der Fall kam im Juli 1994 unter dem Vorsitz von Graham Panckhurst QC vor das Berufungsgericht. Ein wichtiger Aspekt der Berufung war, dass die sieben Kinder, deren Aussagen die Geschworenen akzeptierten, 21 weitere Opfer genannt hatten – entweder als Beobachter oder als Teilnehmer. Keines dieser 21 Kinder bestätigte eine der Anschuldigungen.
Am vierten Verhandlungstag (28. Juli) erklärte das älteste Kind, auf dessen Aussage hin Ellis verurteilt wurde und das wahrscheinlich der glaubwürdigste der kindlichen Zeugen war, ihren Eltern, dass ihre Geschichte nicht wahr sei und dass sie nur das gesagt habe, was ihre Eltern und der Interviewer ihrer Meinung nach hören wollten. Das Berufungsgericht vertrat die Auffassung, dass es nicht ungewöhnlich ist, dass Kinder, die sich beschweren, ihre Behauptungen zurückziehen. Die Berufungsrichter waren der Ansicht, dass es sich bei der Rücknahme um ein Leugnen seitens des Kindes gehandelt haben könnte und dass dies nur ein Grund sei, nur die Verurteilungen in Bezug auf dieses Kind aufzuheben. Das Kind hat auch um weiteretn Verlauf behauptet, dass es seine Anschuldigungen erfunden hat und es keinen Missbrauch gegeben hat. Ihre Familie sagt, dass sie von der Polizei und der Staatsanwaltschaft in unprofessioneller Weise unter Druck gesetzt wurden. Sie sagten auch, dass das Justizministerium sie nie zum Widerruf ihrer Tochter kontaktiert hat.

### Zweite Anhörung vor dem Berufungsgericht im Jahr 1999
Im November 1998 reichte Ellis beim Generalgouverneur eine zweite Petition ein, in der er eine königliche Untersuchungskommission zu seinem Fall und entweder eine kostenfreie Begnadigung oder die Rückverweisung des gesamten Falles an das untere Berufungsgericht forderte. Der Justizminister holte den Rat von Sir Thomas Thorp zu dieser zweiten Petition ein. Dieser kam zu dem Schluss, dass das Mandat erweitert werden sollte. 1999 wurde der Fall Ellis zum zweiten Mal an den Court of Appeal verwiesen. Judith Ablett-Kerr, QC, trat als Anwältin für Ellis auf, und Simon France für die Krone. Ablett-Kerr argumentierte nachdrücklich, dass die Aussagen der Kinder durch die Befragung der Eltern verunreinigt worden seien, und legte aktualisierte Gutachten über die Gefahren von Mehrfachbefragungen, die Verwendung anatomisch korrekter Puppen und suggestive Befragungen vor.
Barry Parsonson, ehemaliger Leiter der neuseeländischen Psychologenkammer, wurde gebeten, einen Bericht über die Befragung der Kinder vor Ellis zweiter Anhörung vor dem Berufungsgericht zu verfassen. Parsonson kam zu dem Schluss, dass „angesichts der (damals) herrschenden Bedingungen, des Ausmaßes der elterlichen Einflüsse und der extrem suggestiven Befragungsverfahren die Wahrscheinlichkeit, dass der Anteil der Fakten den Anteil der Fiktion überwiegt, in der Tat als sehr niedrig einschätzen ist.“ Die Krone legte ein Sachverständigengutachten von Constance Dalenberg vor. Das Gericht kam zu dem Schluss, dass es nicht überzeugt war, dass ein Justizirrtum vorliege, schlug aber vor, dass eine königliche Untersuchungskommission einige der aufgeworfenen Fragen besser untersuchen könnte. Ellis reichte sofort ein Gnadengesuch beim Generalgouverneur ein.

### Gnadengesuch
1999 wurde der pensionierte Richter am High Court, Sir Thomas Thorp, vom Justizministerium beauftragt, den Antrag nach königlichem Gnadenrecht zu prüfen, den Ellis Anwältin, Judith Ablett-Kerr QC, gestellt hatte. Sie gab Berichte von Experten in Auftrag, die sich darauf stützten, dass selektive Informationen vorlagen und die Thorp prüfen sollte. Trotz der begrenzten Aussagekraft der Berichte war Thorp der Ansicht, dass sie ernsthafte Bedenken aufwarfen, die weiter untersucht werden sollten. Er schrieb, dass aus den Vernehmungsprotokollen hervorging, dass ein Kind bei mehr als einer Gelegenheit behauptete, einen schweren Missbrauch an einem anderen Kind gesehen zu haben, das zweite Kind jedoch leugnete, dass etwas passiert war. Thorp sagte, es gebe keine Beweise dafür, dass die Interviewer oder die Polizei irgendwelche Kreuzkontrollen durchführten, bevor sie den Geschworenen die Missbrauchsvorwürfe präsentierten. Er war auch besorgt darüber, dass die bizarreren Anschuldigungen der Kinder den Geschworenen verschwiegen wurden, da „die Geschworenen sehen sollten, dass die Kinder zu ungeheuerlichen und phantasievollen Behauptungen fähig waren“.
Thorp erklärte, die Hauptbedenken seien „die Behauptungen über fehlerhafte Befragungstechniken ... das Risiko einer Kontaminierung der Aussagen der Kinder ... (und) der Ausschluss von Beweisen, die für eine angemessene Bewertung der Zuverlässigkeit der Kinder notwendig sind“. Er fügte hinzu, dass es, wenn die Stellungnahmen von Barry Parsonson, Stephen Ceci und Justice Wood als stichhaltig befunden würden, „schwierig wäre, gegen das Bestehen ernsthafter Zweifel an der Sicherheit der Verurteilungen des Petenten zu argumentieren.“

### Die Untersuchung durch Eichelbaum im Jahr 2000
Im März 2000 richtete der damalige Justizminister Phil Goff eine ministerielle Untersuchung über die Durchführung der Befragungen unter der Leitung von Sir Thomas Eichelbaum ein. Diese Untersuchung wurde als Reaktion auf den Bericht von Richter Thorp und die anhaltenden Bedenken hinsichtlich der Zuverlässigkeit der Aussagen der Kinder durchgeführt. In einer späteren Stellungnahme erklärten Beamte des Ministeriums, dass durch die ministerielle Untersuchung beabsichtigt war, „bestimmte Problembereiche anzugehen, die vom Berufungsgericht möglicherweise nicht vollständig geklärt werden konnten.“
Das Mandat sah vor, dass Eichelbaum die einschlägigen Dokumente prüft und schriftliche Stellungnahmen der an dem Fall Beteiligten einholt, jedoch keine Befragungen durchführt. Außerdem musste er zwei internationale Sachverständige benennen, die die Befragungstechniken, mit denen die Kinder befragt worden waren, schriftlich überprüfen sollten. Er beauftragte Graham Davies von der University of Leicester und Louise Sas aus London, Ontario, Kanada. In seiner Bewertung schrieb Graham Davies, dass er sich nicht „über die Zuverlässigkeit der Berichte einzelner Kinder äußern werde.“ Michael Corballis, Psychologe an der Universität Auckland, stellte daraufhin die Glaubwürdigkeit der beiden Experten in Frage und fragte zu Sas: „Kann man sie wirklich als Expertin betrachten?“
Die im März 2001 veröffentlichte Untersuchung von Eichelbaum kam zu dem Schluss, dass die Befragungen insgesamt von guter Qualität waren und dass die übermäßige Befragung einiger Eltern zwar zu einer gewissen Kontamination geführt haben könnte, dies aber nicht ausgereicht hätte, um die Verurteilung zu beeinflussen. Eichelbaum sagte nichts dazu, wie er ermittelt hatte, dass er die Aussagen der Kinder für zuverlässig hielt.

### Petitionen zur Einsetzung einer königlichen Kommission
Im Juni 2003 wurde in zwei Petitionen eine königliche Untersuchungskommission zu diesem Fall gefordert. Die erste wurde vom damaligen Vorsitzenden der National Party, Don Brash, und der Abgeordneten Katherine Rich organisiert und hatte 140 sehr prominente Unterzeichner. Darunter waren zwei ehemalige Premierminister (David Lange und Mike Moore), vier ehemalige Kabinettsminister, 26 Abgeordnete, ein pensionierter Richter am Obersten Gerichtshof (Laurence Greig), ein pensionierter Bezirksrichter, 12 Juraprofessoren, 12 Kronanwälte, der ehemalige Polizeichef von Auckland, Bryan Rowe, der Historiker Michael King, Psychologieprofessoren, Professoren anderer Fachrichtungen, Rechtsanwälte, Kinderschutzhelfer, Psychologen, Sozialarbeiter, Therapeuten und Berater.
Im August 2005 berichtete der Justiz- und Wahlausschuss des neuseeländischen Parlaments über die Petitionen. Der Ausschuss hatte mehrere Bedenken hinsichtlich der Art und Weise, wie der Fall verfolgt wurde. Er empfahl mehrere Änderungen, wobei er einräumte, dass die Art und Weise, in der die Kinder nun befragt wurden, bereits geändert worden war. Außerdem schlug er vor, die Aussage der sachverständigen Zeugin der Anklage, Karen Zelas, nicht zuzulassen, wenn sie jetzt vorgelegt würde. Der Ausschuss stellte fest, dass „die Funktionsweise des Rechtssystems in Bezug auf diesen Fall kein ausreichendes Vertrauen der Öffentlichkeit in die Funktionsweise des Rechtssystems erweckt hat. Das Strafrecht sollte zu Sicherheit führen. In diesem Fall schien es das Gefühl der Unsicherheit zu verstärken“. Der Ausschuss lehnte jedoch die Forderung der Petenten nach einem Untersuchungsausschuss mit der Begründung ab, dass die Durchführung einer solchen Untersuchung nicht praktikabel sei.
Im Dezember 2007 führte die Psychologin der Universität Otago, Harlene Hayne, eine Untersuchung durch, in der sie den Standard der im Fall Ellis durchgeführten Befragungen mit denen im Fall Kelly Michaels in den Vereinigten Staaten verglich. Anhand einer empirischen Analyse kam Hayne zu dem Schluss, dass „die Gefahr groß ist, dass die Aussagen der Kinder, die von sexuellem Missbrauch durch Ellis berichteten, durch die Art und Weise der Befragung verfälscht wurden“ und dass, im Gegensatz zu Eichelbaums Schlussfolgerungen, „der Standard der Fragen bei Ellis nicht wesentlich besser war als bei Michaels“. Die Artikel von Francis und die Untersuchungen von Hayne wurden im Januar 2008 von Ellis Anwälten zitiert, als sie einen erneuten Antrag an das Justizministerium stellten, eine königliche Untersuchungskommission zu dem Fall einzusetzen, doch der stellvertretende Justizminister Rick Barker lehnte dies im März 2008 ab. Im November 2008 wurde von den ehemaligen Abgeordneten Katherine Rich und Don Brash der New Zealand National Party sowie der Autorin Lynley Hood erneut eine Untersuchungskommission gefordert, und der neue Justizminister Simon Power erklärte, dass die Regierung dies noch einmal überdenken werde. Später lehnte er ihre Forderung mit der Begründung ab, dass Ellis immer noch das Recht habe, beim Privy Council Berufung einzulegen, und eine Untersuchung daher keine endgültige Entscheidung herbeiführen könne.
Ende 2010 kündigte Ellis seine Absicht an, eine vierte Petition beim Generalgouverneur einzureichen, um eine vollständige Begnadigung zu erreichen.

### Berufung beim Obersten Gerichtshof

#### Einlegung der Beschwerde
Am 25. Juli 2019 legte Ellis, damals 61 Jahre alt, beim Obersten Gerichtshof Berufung ein. Zu diesem Zeitpunkt war bei ihm jedoch Blasenkrebs im Endstadium diagnostiziert worden, und er würde in Kürze sterben. Im August erklärte der Oberste Gerichtshof, dass er Ellis' Berufung auch dann annehmen würde, wenn er vor dem geplanten Anhörungstermin im November 2019 sterbe. Ellis starb am 4. September 2019.
Gerichte in Commonwealth-Ländern, einschließlich Neuseeland, haben traditionell entschieden, dass das Interesse einer Person an einer gerichtlichen Anhörung endet, wenn sie stirbt. Am 1. September 2020 genehmigte der Oberste Gerichtshof die Anhörung der Berufung trotz Ellis Tod. Das Gericht teilte mit, dass die Gründe für seine Entscheidung zusammen mit dem Urteil über die Berufung veröffentlicht werden würden. Verteidiger Robert Harrison kommentierte: „Ich denke, das ist eine fantastische Nachricht... Wenn der Oberste Gerichtshof diesen Weg eingeschlagen hat, bedeutet das, dass es hier einen Wert gibt, der es verdient, respektiert zu werden, und es bedeutet, dass es einen Wert hat, die Berufung weiterzuführen.“

#### Neue Anschuldigungen
Im November 2020 fand eine Anhörung zu den Vorwürfen eines früheren Sexualdelikts durch Ellis in den frühen 1980er Jahren statt, die vertagt wurde, damit weitere Ermittlungen durchgeführt werden konnten. Die Beschwerdeführerin hatte sich angeblich 1992 oder 1993 erstmals an die Polizei gewandt, was jedoch nicht belegt ist. Die Darlegungen der Beschwerdeführerin wurden von ihrer Schwester gestützt. Die Staatsanwaltschaft übernahm die Verantwortung für die Verzögerungen, die dadurch entstanden waren, dass die Beschwerde zuvor nicht untersucht worden war. Ellis' Verteidiger Robert Harrison äußerte Bedenken hinsichtlich der Glaubwürdigkeit der neuen Beweise.
Am 26. März 2021 verhandelte der Oberste Gerichtshof über den Antrag, die Aussage der Frau in der Berufung zu verwenden. In ihrer Aussage behauptete die Frau, Ellis habe sie 1983 als Babysitter belästigt, und zwar in ähnlicher Weise wie die mutmaßlichen Verbrechen an den Kindern der Civic Creche. Angeblich erkannte sie den Mann, der sie belästigte, als Ellis aus einem Dokumentarfilm über seinen Fall aus dem Jahr 2007.
Verteidiger Rob Harrison sagte dem Gericht, dass die Aussage der Frau für die Berufung nicht relevant sei und dass eine Zulassung der Aussage den Umfang der Berufung erweitern würde, um ihre Zuverlässigkeit durch die Unfallversicherung und andere Aufzeichnungen in Frage zu stellen. Er sagte, es gebe keine bestätigenden Beweise und es sei unfair, ihre Aussage jetzt zuzulassen, da Ellis nicht mehr darauf antworten könne. Er sagte auch, dass ihre jetzige Aussage ihre früheren widerspräche und legte somit nahe, dass sie etwas zusammenreimt. Der Anwalt der Staatsanwaltschaft, John Billington, räumte ein, dass es Ungereimtheiten in der Aussage der Frau gab und dass es keine stützenden Indizien dafür gab. Dennoch müsse das Gericht entscheiden, ob die Beweise für die Entscheidung des Falles hilfreich seien.
Am 16. Juni 2021 lehnte das Gericht den Antrag auf Verwendung der Aussagen der Frauen in der Berufung ab, da sie als Beweismittel unzulässig seien.

#### Anhörung im Oktober 2021
Die Berufungsverhandlung begann am 4. Oktober 2021. Der Oberste Gerichtshof unternahm den ungewöhnlichen Schritt, neue Beweise zu hören. Sachverständige beider Seiten, darunter einige aus Australien und den USA, legten per Videoschaltung Beweise vor. Der Anwalt von Ellis, Rob Harrison, sagte, dass sich die Berufung auf vier Punkte konzentrieren würde: die Befragung und das Risiko der Kontaminierung der Aussagen der Kinder; dass die Geschworenen durch die Aussagen der damaligen Experten nicht angemessen unterstützt wurden; dass die Behauptungen eines Experten, dass die von den Kindern gezeigten Symptome mit dem Missbrauch in Verbindung stehen, ohne wissenschaftliche Grundlage waren; und dass der Prozess mit dem neuseeländischen Bill of Rights Act unvereinbar und aufgrund der Glättung der Anklagepunkte durch die Herausnahme hanebüchener Behauptung, unfair war.
Die Sachverständigen in Ellis Fall waren die Gedächtnisforscherin Harlene Hayne, Rektorin der Curtin University in Perth, Australien (und ehemalige Rektorin der Universität von Otago), die klinische Psychologin und Gedächtnisforscherin Deirdre Brown von der Universität von Otago, die klinische Psychologin Tess Patterson aus Neuseeland und der Gedächtnisexperte Mark Howe aus Kanada. Bei den Sachverständigen der Krone handelte es sich um Gail Goodman, eine Gedächtnisforscherin der Universität von Kalifornien, Frederick Seymour, den ehemaligen Leiter des Programms für klinische Psychologie an der Universität Auckland, und die klinische Psychologin Suzanne Blackwell aus Auckland, die vor Gericht häufig über die Zuverlässigkeit von Berichten über sexuellen Missbrauch aussagte.
Die Sachverständigen waren sich einig, dass sich kleine Kinder mit einem hohen Maß an Genauigkeit an markante und belastende Ereignisse erinnern können, selbst nach langen Verzögerungen, wenn sie angemessen befragt werden und nicht mit zusätzlichen falschen Informationen konfrontiert werden. Die Befragungstechniken, die Sachverständigenaussagen in Ellis Prozess und die Beweise für die Kontaminierung der Erinnerungen der Kinder wurden jedoch einer intensiven Prüfung unterzogen. Hayne und Brown argumentierten, dass das damalige Klima der Anschuldigungen, die suggestive Befragung der Kinder durch die Eltern vor der offiziellen Befragung, die Tatsache, dass die Kinder unkontrollierten Informationsquellen ausgesetzt waren, die mangelnde Unparteilichkeit der Interviewer und die Verwendung von Suggestivfragen Anlass zu Zweifeln gaben. Hayne sagte auch, dass selbst die Experten der Staatsanwaltschaft mit ihr darin übereinstimmen, dass die Befragungen der Kinder selbst für die damalige Zeit unter dem Standard der besten Praxis lagen. Sie sagte auch: „Goodman und ich sind uns in Bezug auf diese Kontaminationsmöglichkeiten weitgehend einig. Goodman stufte Kind 3 als mäßiges Risiko ein und Kind 4, 5, 6 und 7 als extrem.“
Die Sachverständige der Staatsanwaltschaft, Gail Goodman, räumte ein, dass es aufgrund der Verunreinigungen in den Schilderungen der Kinder und der langen Zeitspanne zwischen den Ereignissen und ihrer Schilderung unmöglich war, zu wissen, was passiert war. Auch Seymour und Blackwell räumten ein, dass es Möglichkeiten zur Verunreinigung gegeben habe und dass die Befragung in mancher Hinsicht suboptimal gewesen sein könnte. In einer gemeinsamen Erklärung erklärten die Psychologen jedoch, dass es zwar möglich sei, dass die Kinder von den Gesprächen und der Interaktion der Eltern beeinflusst wurden, es jedoch keine Beweise dafür gebe, dass dies der Fall sei.
Goodman sagte auch: „Die damalige Forschung hat gezeigt, dass das Nachstellen die Erinnerungsleistung von sehr jungen Kindern erhöht. Interviewtechniken, die Requisiten verwenden, können mehr Antworten hervorrufen als verbale Befragungen allein“. Sie behauptete weiter, dass viele der Befragten ihr Bestes gaben und oft mit neutralen Fragen begannen, wie z. B. „Weißt Du, worüber wir heute reden werden?“, bevor sie den Kindern die Führung überließen.
Die Verwendung von Puppen bei den Befragungen wurde kritisiert und diskutiert. Ellis Anwalt Rob Harrison argumentierte, die Verwendung von Büchern und Puppen, die sexuellen Missbrauch darstellen, sei einer der Belastungsfaktoren in dem Fall. Daraufhin behauptete Seymour für die Krone, die Verwendung von Requisiten wie Puppen in den Befragungen sei meist dann erfolgt, wenn Kinder bereits sexuellen Missbrauch offenbart hätten. Die Puppen dienten nur der Verdeutlichung: „Diese gezielten Interaktionen fanden statt, nachdem das Kind bereits eine umfangreiche Missbrauchsanzeige gemacht hatte. Die Präsentation dieser Puppen entsprach dem Protokoll der Zeit, nachdem das Kind bereits eine glaubwürdige Beschreibung des Missbrauchs gegeben hatte.“ Goodman fügte hinzu: „Die damalige Forschung hat gezeigt, dass das Nachspielen die Erinnerungsleistung von sehr jungen Kindern erhöht. Befragungstechniken, bei denen Requisiten verwendet werden, können mehr Antworten hervorrufen als verbale Befragungen allein.“
Karen Zelas, die Psychiaterin der Staatsanwaltschaft im Prozess von 1993, wurde heftig kritisiert. In der Verhandlung stellte Zelas Verhaltenssymptome bei den beschwerdeführenden Krippenkindern fest, die mit sexuellem Kindesmissbrauch „vereinbar“ waren. Sie hatte für den Prozess eine detaillierte Tabelle erstellt, in der sie die unzähligen Symptome auflistete, die jedes der beschwerdeführenden Kinder zeigte und die ihrer Meinung nach mit sexuellem Missbrauch übereinstimmten, und sie behauptete im Wesentlichen, dass es wahrscheinlicher sei, dass ein Kind missbraucht worden sei, wenn es eine Häufung von einigen der etwa 20 von ihr katalogisierten Verhaltenssymptome aufweise. Tess Patterson sagte jedoch, dass es auch 1993 keine Grund gab, anzunehmen es gäbe Verhaltensweisen, die spezifisch Kindesmissbrauch weisen, und schon gar keine Häufungen von solchen, und kritisierte Zelas dafür, dass sie nicht ausreichend in Betracht zog, dass beunruhigende Verhaltensweisen auf andere Faktoren zurückzuführen sein könnten. Zelas wurde außerdem dafür kritisiert, dass sie im August 1992 einen langen Brief an die Polizei geschrieben hatte, in dem sie ernsthafte Bedenken über die Führung elterlicher Befragungen und intensive Verhöre vor einigen der Befragungen der Kinder äußerte, aber während des Kreuzverhörs versäumte sie es, „für das Gericht die sehr ernsten Bedenken zu wiederholen, die sie in ihrem Brief an die Polizei geäußert hatte“.
In seinen abschließenden Ausführungen am 12. Oktober 2021 sagte Ellis Anwalt Rob Harrison, dass eine „Fülle“ von Beweisen vorliege, die belegten, dass die beschwerdeführenden Kinder vor ihren offiziellen Vernehmungen Informationen aus einer Vielzahl von Quellen aufgenommen und diese Informationen entweder einfach wiedergegeben oder zur Erstellung von Darstellungen verwendet hätten. Als Beispiel dafür, wie ein Kind „vorbereitet“ werden konnte, um falsche Aussagen zu machen, hob Harrison einen Brief vom August 1992 von der Mutter eines beschwerdeführenden Kindes (Kind 5) hervor, in dem es darum ging, dass eine Zeugenbefragung mit ihrem Kind wegen ihrer Befragung abgesagt worden war. In dem Brief behauptete die Mutter auch, das Kind habe ihr von zwei anderen Kinderkrippen in Christchurch erzählt, die in sexuellen Missbrauch verwickelt seien, und dass andere Angestellte der Kinderkrippe Sexualstraftäter seien. Die beiden Kinderkrippen wurden nie untersucht, und Harrison fragte den Obersten Gerichtshof, warum dies der Fall war, wenn die Polizei davon überzeugt war, dass die Aussagen von Kind 5 nicht kontaminiert waren. Er fragte auch, warum die Polizei Ellis nie wegen mehrfacher analer Vergewaltigung angeklagt hat, basierend auf den Aussagen von Kind 5 in seiner fünften und sechsten Befragung. In dem Schreiben wurde auch erwähnt, dass der Berater, bei dem das Kind in Therapie war, die Expertin für satanischen rituellen Missbrauch, Pamela Hudson, nach Neuseeland kommen lassen wollte, um bei dem Fall zu helfen.
Bridget Irvine, die Anwältin von Ellis, sagte in weiteren Stellungnahmen, dass die Befragung der Kinder nicht dem Stand der Wissenschaft entsprach, und wies darauf hin, dass die Kinder einer Vielzahl Suggestivfragen ausgesetzt waren (z. B. 46 missbrauchsbezogene Fragen im Fall von Kind 1), bevor sie ihre ersten Anschuldigungen gegen Ellis erhoben. Ellis Anwältin Sue Gray behauptete, die Aussagen der Psychiaterin Karen Zelas über Verhaltensweisen, die ihrer Meinung nach mit sexuellem Kindesmissbrauch übereinstimmten, seien wissenschaftlich nicht fundiert, und sie sprach auch das sexuelle Wissen der Beschwerdeführer an, was nicht zugelassen wurde.
In den Schlussplädoyers der Krone am 13. Oktober 2021 behauptete der Anwalt der Krone, John Billington, dass die Urteile der Geschworenen sicher seien. Obwohl die Krone einräumte, dass die Befragung der Kinder heute anders ablaufen würde, behauptete sie, dass die Befragungen dem wissenschaftlichen Stand der damaligen Zeit entsprachen und die meisten Elemente einer guten Befragung zum Erhalt von Beweismitteln aufwiesen. Die Art und Weise, wie die Kinder befragt wurden, sei nicht „so ungeheuerlich, so dilettantisch, dass es ein Unterschied wie zwischen Bluttests und DNA ist.“. Haynes Daten, die zeigen, wie viele Suggestivfragen den Kindern vor ihrer offiziellen Befragung gestellt wurden, seien „Unsinn“. Er sagte, die Eltern seien nicht die hysterischen Typen, wie von der Verteidigung behauptet, und manche bizarren Schilderungen der Kinder auf die natürliche Tendenz von Kindern zur Übertreibung zurückzuführen sein könnten. Ein Sachverständiger der Staatsanwaltschaft hatte gesagt, dass phantastische Behauptungen „ein wesentlicher Bestandteil“ eines missbrauchten Kindes sein könnten. Billington behauptete weiter, die Geschworenen seien in der Lage gewesen, zwischen Schilderungen der Kinder mit und ohne verfälschenden Einflüssen zu unterscheiden und das gehe aus den Urteile hervor.
Am 14. Oktober 2021 erörterten die Richter mit den Verteidigern ein Schreiben, das die Sachverständige Karen Zelas im August 1992 an die Polizei geschrieben hatte und das bei der Verhandlung nicht vorlag. In dem Schreiben von Zelas wurden ernsthafte Bedenken geäußert, dass die Aussagen eines Kindes bei seinen Vernehmungen aufgrund der intensiven Befragung durch seine Eltern und Geschwister verfälscht werden könnten, was zur Absage einer geplanten Befragung des Kindes führte. Zelas erwähnte dies jedoch nicht, als sie als Zeugin über den Wahrheitsgehalt der Aussagen des Kindes aussagte. Die Verteidigung sagte, die Auslassung dieses Beweisstücks über den Brief habe die Geschworenen in die Irre geführt und dazu beigetragen, ihre Urteile unsicher zu machen. Die Richter bezeichneten den Brief als einen echte „Erleuchtung“ und als „durch das Kreuzverhör erhaltenes Gold“. Kronanwalt John Billington argumentierte, dass Zelas zulässige Aussagen gemacht habe und dass sie zu dem Brief ins Kreuzverhör genommen worden wäre, sie möglicherweise die Befragungen empfohlen hätte, die vor der abgebrochenen Befragung stattgefunden hatten. Er behauptete ferner, dass Zelas Beweise zwar wissenschaftlich falsch seien, aber nicht so sachlich und wissenschaftlich fehlerhaft, dass sie die Urteile in Frage stellten.

### Entscheidung des obersten Gerichtshofs
Am 7. Oktober 2022 gab der Oberste Gerichtshof der Berufung statt und hob Ellis' Verurteilungen auf. Das Gericht stellte einstimmig fest, dass es Probleme mit den Beweisen von Karen Zelas gab und dass die Geschworenen nicht angemessen über das Risiko einer Kontaminierung der Aussagen der Kinder (z. B. durch wiederholte Befragung der Eltern) informiert worden waren. Das Gericht erklärte, seine Entscheidung dürfe nicht als Kritik an den Eltern, den Beschwerdeführern oder den an den Ermittlungen und dem Prozess Beteiligten verstanden werden. Dies war das erste Mal in der Geschichte Neuseelands, dass eine Verurteilung postum aufgehoben wurde.
Während des Berufungsverfahrens hatten Ellis Anwälte, darunter Natalie Coates, argumentiert, das Gericht solle Ellis Verurteilung auf der Grundlage von Tikanga Māori (den Gewohnheitsregeln, die das Leben der Māori regeln) aufheben und ihm das Recht einräumen, seinen Namen reinzuwaschen und sein Mana (Prestige) posthum wiederherzustellen. Coates sagte später: „Obwohl Tikanga nicht der entscheidende Faktor in der Entscheidung des Gerichts war, hat diese seine Bedeutung im rechtlichen Raum bestätigt“.
Die Entscheidung des Obersten Gerichtshofs wurde von Ellis' Familie und seinen Unterstützern als Anerkennung für seine jahrelangen Bemühungen um die Rehabilitation seines Namens begrüßt. Die Eltern einiger der mutmaßlichen Opfer hingegen gaben eine Erklärung ab, in der sie sich schockiert und traurig darüber äußerten, dass das Gericht einen verurteilten Kriminellen begünstigt und die Opfer ignoriert habe, indem es seine Verurteilung aufhob.

## Die bekanntesten Unterstützer

### Das BuchA City Possessedvon Lynley Hood
Im Jahr 2001 veröffentlichte Lynley Hood ein 616-seitiges Buch über den Fall und die moralische Panik, die der sexuelle Missbrauch zu jener Zeit in Neuseeland auslöste. Im Jahr 2002 gewann A City Possessed bei den Ockham New Zealand Book Awards den Hauptpreis für Sachbücher und für die Leserwahl. Wie Hood erzählt, begannen die Ängste und Befürchtungen über rituellem Missbrauch in Kinderbetreuungseinrichtungen in Übersee in den frühen 1980er Jahren. Angesichts der zahlreichen Fälle von sexuellem Missbrauch in Christchurch in den 1980er Jahren wie „das Glenelg Health Camp, Ward 24 und die großen Kinderpornografie-Fiaskos – war es wahrscheinlich, dass in Christchurch eine Art Panik ausbrechen würde.“ Hood argumentierte, dass die beruflichen Karrieren von Experten von dem Fall profitierten, während mehr als 100 Kinder ohne triftigen Grund unangenehmen, sich wiederholenden und psychologisch gefährlichen Verfahren unterzogen wurden.
Der ehemalige Vorsitzende der New Zealand National Party, Don Brash, wurde durch die Lektüre von Hoods Buch auf die Kontroverse aufmerksam. Er kommentierte: „Ich war verblüfft, wie überzeugend die Argumente waren. Der Fall Peter Ellis ist ein schwerwiegender Justizirrtum, und ich bin völlig erstaunt, dass [seine Verurteilung] nicht aufgehoben wurde. Es ist unwahrscheinlich, dass vier Frauen und ein Mann so etwas in einer belebten Kinderkrippe tun können“. Im Jahr 2006 führte Brash den Fall an, als er die Forderung nach einer unabhängigen Stelle zur Untersuchung von Justizfehlentscheidung in Neuseeland unterstützte. Brash sagte: „Es sind Fälle wie der von Peter Ellis, die deutlich machen, wie notwendig eine unabhängige Stelle ist, die über die Mittel und die Autorität verfügt, um mögliche Justizirrtümer zu untersuchen.“ Am 17. Dezember 2014 forderten Brash und die Autorin Lynley Hood erneut eine Überprüfung des Falles durch eine unabhängige Untersuchung unter Leitung einer Behörde außerhalb Neuseelands. Der Appell richtete sich an Amy Adams, die neu ernannte Justizministerin der von der New Zealand National Party geführten Regierung, die aus den Parlamentswahlen 2014 hervorging.

### Journalisten
Laut Greg Newbold, Dozent für Soziologie an der Universität von Canterbury, sind sich selbst zynische Journalisten wie Frank Haden, David McLoughlin, Melanie Reid, George Balani und Martin van Beynen – der einzige Journalist, der den Prozess von Anfang bis Ende verfolgt hat – einig, dass Ellis nicht schuldig ist. Newbold stellt fest, dass „es ein Politiker war, der Arthur Allan Thomas gerettet hat, aber der Fall Ellis unterscheidet sich von dem von Thomas, weil Ellis keine Unterstützung der Regierung hat“. Im Jahr 2000 (nach Ellis gescheiterten Berufungen) schrieb er: „Im Moment wendet sich die Justiz von der Notlage eines Mannes ab, der durch einige der absurdesten Zeugenaussagen, die je vor einem neuseeländischen Gericht gehört wurden, belastet wird.“

### New Zealand Law Journal
Ende 2007 und im Januar 2008 wurden insgesamt drei Artikel über den Fall Ellis im New Zealand Law Journal veröffentlicht. Darunter waren zwei Artikel des Forschers Ross Francis.  Francis kam zu dem Schluss, dass trotz zweier Berufungsverhandlungen, dreier Anträge auf Begnadigung, einer ministeriellen Untersuchung und einer parlamentarischen Untersuchung weiterhin Fragen zur Zuverlässigkeit von Ellis Verurteilungen bestehen. Er schrieb: „Auch wenn es den Anschein hat, dass der Fall gründlich geprüft wurde, zeigen die Fakten etwas anderes. Das Berufungsgericht hat nicht alle verfügbaren Beweise geprüft und bei der zweiten Anhörung den Expertenmeinungen kein Gewicht beigemessen.“ Die Rezension der Zeitschrift veranlasste Sir Thomas Thorp zu der Bemerkung, dass die Artikel „die zuvor geäußerten Bedenken, dass dieser Fall schief gelaufen sein könnte, noch verstärken müssen“.

## Bibliographie
- Bander, Joy, A Mother's Story: The Civic Creche Child Sex Trial, Howling at the Moon Productions, 1997. ISBN 0-9583717-0-9
- North & South (New Zealand magazine), Pages=54–70 (Memento vom 27. Februar 2018 im Internet Archive)
- Sir Thomas Eichelbaum's Report into the Peter Ellis Case
- Ross Francis: New evidence in the Peter Ellis case. In: New Zealand Law Journal. November 2007, S. 399–404 (englisch, peterellis.org.nz (Memento des Originals vom 30. Mai 2008 im Internet Archive)).
- Ross Francis: New evidence in the Ellis case – II. In: New Zealand Law Journal. Dezember 2007, S. 399–439 (englisch, peterellis.org.nz (Memento des Originals vom 30. Mai 2008 im Internet Archive)).
- Ross Francis: Peter Ellis: The Case for a Commission of Inquiry. In: Peter Ellis. September 2009, archiviert vom Original am 9. August 2019 (englisch).
- Lynley Hood: A City Possessed: The Christchurch Civic Creche Case. Longacre Press, Dunedin 2001, ISBN 1-877135-62-3 (englisch).
- Justice and Electoral Committee Report (pdf)
- K. Lanning: Ritual abuse: A law enforcement view or perspective. In: Child Abuse and Neglect. 15. Jahrgang, Nr. 3, 1991, S. 171–173, doi:10.1016/0145-2134(91)90061-H, PMID 2043968 (englisch).
- Kamala London, Maggie Bruck, Stephen J. Ceci, Daniel W. Shuman: Disclosure of Child Sexual Abuse: What Does the Research Tell Us About the Ways That Children Tell? In: Psychology, Public Policy, and Law. 11. Jahrgang, Nr. 1, 2005, S. 194–226, doi:10.1037/1076-8971.11.1.194 (englisch, apa.org [PDF; abgerufen am 26. April 2006]).
- North & South (New Zealand magazine), Pages 54 - 69 (Memento vom 6. August 2019 im Internet Archive)
- Smart, R. (1992). „A review of the management policy and practices of the Civic Childcare Centre“ https://web.archive.org/web/20180304053831/http://www.peterellis.org.nz/docs/1992/1992-0700_RosemarySmart_Review.pdf (Memento vom 4. März 2018 im Internet Archive).
- Thorp Report, Sir Thomas Thorp, Auckland, March 1999
- Transcripts of evidential interviews of (selected) complainant children, R v Ellis 1993 Peter Ellis Toddler Testimonies

## Weitere Seiten
- Ellis case 'a witch-hunt against victims' – An August 2019 interview with a complainant's aunt
- Peter Ellis page on Crime.co.nz
- PeterEllis.org.nz (Memento vom 4. Mai 2019 im Internet Archive)– Unterstützerseite